# Эрихсон, Вильгельм Фердинанд
Вильгельм Фердинанд Эрихсон (нем. Wilhelm Ferdinand Erichson, 26 ноября 1809, Штральзунд — 18 декабря 1848, Берлин), немецкий энтомолог.

## Биография
Вильгельм Фердинанд Эрихсон в 1828—1832 гг. изучал медицину в Берлине, в 1832 году — доктор медицины, в 1837 году — доктор философии.
Сначала Э. работал над энтомологическими коллекциями берлинского университета, а в 1843 году назначен хранителем этих коллекций. Одновременно с 1838 года Эрихсон читал лекции по энтомологии и гельминтологии при университете в качестве приват-доцента, в 1842 году назначен экстраординарным профессором. Многочисленные научные работы Э. касаются морфологии и систематики насекомых и преимущественно жуков, а также энтомологической библиографии и номенклатуры.
Вильгельм Фердинанд Эрихсон обработал и классифицировал бабочек и жуков, собранных во время кругосветного путешествия Мейена («Acta Ac. Leop. Carol.», 1834).

## Избранная библиография
- «Genera Dyticorum» (докторская диссертация, Берлин, 1832);
- «Uebersicht der Histeroides» («Klug Jahrbüch. Ins. Kunde», 1834);
- «Die Käfer der Mark Brandenburg» (1 т., Берлин, 1837-39);
- «Genera et species Staphylinorum etc.» (2 т., Берлин, 1839-40);
- «Zur systematischen Kenntnis der Insectenlarven» («Wiegm. Arch.», 1841);
- «Beitrag zur Fauna von Vandiemensland, mit bes. Berücksicht. d. geogr. Verbr. d. Insecten» (там же, 1842);
- «Conspectus insectorum соleopterorum quae in Republica Peruana observata sunt» («Wiegm. Arch.», 1847);
- «Naturgeschichte der Insecten Deutschlands. 1-te Abth. Coleoptera» (т. III, Берлин, 1848);
- «Insecten (Hymenoptera, Diptera, Neuroptera) in Middendorf’s Reise in Sibirien» (СПб., 1851).